# Sobirana
|  | Per a altres significats, vegeu «Sobirana (Balsareny)». |

Sobirana és una masia a l'oest del terme de Puig-reig (el Berguedà) inclosa en l'Inventari del Patrimoni Arquitectònic de Catalunya.

## Arquitectura
Masia de planta rectangular, amb coberta a dues vessants i amb el carener paral·lel a la façana, orientada a migdia. El mur de migdia i el de llevant conserven encara els carreus de la primera construcció medieval així com les restes d'una porta amb llinda monolítica, posteriorment tapiada. A l'angle nord-est hi ha les restes del que fou una torre de planta poligonal que quedà integrada a la masia quan aquesta fou ampliada al segle xvii. Al mur de migdia hi ha un massís contrafort. Els carreus medievals corresponen a una construcció de finals del segle xii o inicis del xiii.

## Història
Situada dins l'antic terme parroquial de Santa Maria de Merola, prop de les restes d'aquesta església romànica fou bastida al segle xii o inicis del segle xiii. L'any 1609 s'amplià i es transformà en la masia que avui encara es conserva. Les obres foren contractades per la família propietària, els Narbut, al mestre Joan Jarratet del Regne de França.